# DC Cupcakes
DC Cupcakes é um reality show americano que acompanha as irmãs e parceiras de negócios Sophie LaMontagne e Katherine Kallinis enquanto elas trabalham na Georgetown Cupcake, uma pequena cupcakery localizada em Washington D.C.. A série estreou no TLC no dia 16 de julho de 2010, e atraiu um público de 1,1 milhão de telespectadores. No Brasil o programa é transmitido pelo Fox Life.
A segunda temporada da série estreou no TLC no dia 25 de fevereiro de 2011.